# ريتش لوريل
ريتش لوريل (بالإنجليزية: Rich Laurel)‏ مواليد 11 يوليو 1954 في فيلادلفيا، هو لاعب كرة سلة أمريكي معتزل. بدأ مسيرته الاحترافية في سنة 1977. تم اختياره من قبل فريق بورتلاند ترايل بلايزرز خلال الدرافت. يبلغ طوله 6 قدم 6 بوصة (2.0 م). اعتزل اللعب في 1986. لعب مع ميلووكي باكز ونادي موناكو لكرة السلة.

## روابط خارجية
- ريتش لوريل على موقع إن بي أي (الإنجليزية)
- ريتش لوريل على موقع سبورتس رفرنس (الإنجليزية)
- ريتش لوريل على موقع كلية كرة السلة في سبورتس رفرنس.كوم (الإنجليزية)
- ريتش لوريل على موقع ريلجم (الإنجليزية)
- ريتش لوريل على موقع بروبوليرز (الإنجليزية)